# Angraecopsis parviflora
Angraecopsis parviflora är en orkidéart som först beskrevs av Louis Marie Aubert Du Petit-Thouars, och fick sitt nu gällande namn av Rudolf Schlechter. Angraecopsis parviflora ingår i släktet Angraecopsis och familjen orkidéer. Inga underarter finns listade i Catalogue of Life.